# ماته‌سالکا
شهر ماته‌سالکا (به مجاری: Mátészalka) در سابولچ-ساتمار-برگ در کشور مجارستان واقع شده است. جمعیت این شهر ۱۷٫۷۱۲ نفر است.